# Mesocapromys auritus
Mesocapromys auritus är en däggdjursart som först beskrevs av Luis S. Varona 1970.  Mesocapromys auritus ingår i släktet Mesocapromys och familjen bäverråttor. IUCN kategoriserar arten globalt som starkt hotad. Inga underarter finns listade i Catalogue of Life.
Arten förekommer endemisk på ön Cayo Fragoso som ligger norr om Kuba. Den lever i mangroveskogar. Boet ligger under större rötter eller gömd i vegetationen.